# Franz-Josef Weber (Leichtathlet)
Franz-Josef Weber (* 16. Februar 1962 in Kyllburg) ist ein ehemaliger deutscher Leichtathlet, der sich auf das Gehen spezialisiert hatte.

## Sportliche Karriere
Weber begann beim SV Kyllburg. 1985 und 1986 war er bei TuS Rot-Weiß Koblenz und ab 1988 startete er für Eintracht Frankfurt. Franz-Josef Weber war Polizeibeamter.
Weber siegte bei den Deutschen Meisterschaften 1983 im 20-km-Gehen, 1986 war er Zweiter hinter Wolfgang Wiedemann. Am 18. Juli 1982 ging Weber in Bielefeld die 20 Kilometer in 1:24:46 Stunden und war damit der erste Geher im Bereich des DLV, der unter 1:25 Stunden blieb.
Bei den Junioreneuropameisterschaften 1981 in Utrecht wurde er Vierter im 10.000-Meter-Bahngehen. Im Jahr darauf bei den Europameisterschaften in Athen wurde er 17. im 20-km-Gehen. Acht Jahre später belegte er den achten Platz im 5000-Meter-Bahngehen bei den Halleneuropameisterschaften 1990 in Glasgow. Insgesamt trat Weber von 1981 bis 1990 bei 24 internationalen Meisterschaften und Länderkämpfen im Nationaltrikot an.